# العلاقات التونسية الهايتية
العلاقات التونسية الهايتية هي العلاقات الثنائية التي تجمع بين تونس وهايتي.

## مقارنة بين البلدين
هذه مقارنة عامة ومرجعية للدولتين:
| وجه المقارنة                                              | تونس                                       | هايتي                                |
| --------------------------------------------------------- | ------------------------------------------ | ------------------------------------ |
| المساحة (كم2)                                             | 163.61 ألف                                 | 27.75 ألف                            |
| عدد السكان (نسمة)                                         | 11.53 مليون                                | 10.98 مليون                          |
| الكثافة السكانية (ن./كم²)                                 | 70.47                                      | 395.68                               |
| العاصمة                                                   | تونس                                       | بورت أو برانس                        |
| اللغة الرسمية                                             | اللغة العربية                              | لغة فرنسية، اللغة الكريولية الهايتية |
| العملة                                                    | دينار تونسي                                | جوردة هايتية                         |
| الناتج المحلي الإجمالي (بليون دولار)                      | 40.26 مليار                                | 8.41 مليار                           |
| الناتج المحلي الإجمالي (تعادل القوة الشرائية) بليون دولار | 129.05 مليار                               | 18.82 مليار                          |
| الناتج المحلي الإجمالي الاسمي للفرد دولار أمريكي          | 3.87 ألف                                   | 818                                  |
| الناتج المحلي الإجمالي للفرد دولار أمريكي                 | 11.44 ألف                                  | 1.73 ألف                             |
| مؤشر التنمية البشرية                                      | 0.721                                      | 0.483                                |
| رمز المكالمات الدولي                                      | +216                                       | +509                                 |
| رمز الإنترنت                                              | .tn                                        | .ht                                  |
| المنطقة الزمنية                                           | ت ع م+01:00، توقيت وسط أوروبا، ت ع م+02:00 | 00                                   |

## منظمات دولية مشتركة
يشترك البلدان في عضوية مجموعة من المنظمات الدولية، منها:
| علم المنظمة | اسم المنظمة                               | تاريخ انضمام تونس | تاريخ انضمام هايتي |
| ----------- | ----------------------------------------- | ----------------- | ------------------ |
|             | يونسكو                                    | 8 نوفمبر 1956     | 18 نوفمبر 1946     |
|             | مؤسسة التمويل الدولية                     | 25 يوليو 1962     | 20 يوليو 1956      |
|             | المركز الدولي لتسوية المنازعات الاستشارية | 14 أكتوبر 1966    | 26 نوفمبر 2009     |
|             | منظمة حظر الأسلحة الكيميائية              | ?                 | ?                  |
|             | مؤسسة التنمية الدولية                     | 30 ديسمبر 1960    | 13 يونيو 1961      |
|             | منظمة التجارة العالمية                    | ?                 | ?                  |
|             | وكالة ضمان الاستثمار متعدد الأطراف        | 7 يونيو 1988      | 11 ديسمبر 1996     |
|             | الاتحاد البريدي العالمي                   | ?                 | ?                  |
|             | الاتحاد الدولي للاتصالات                  | 14 ديسمبر 1956    | 10 أكتوبر 1927     |
|             | منظمة الشرطة الجنائية الدولية             | ?                 | ?                  |
|             | الأمم المتحدة                             | 12 نوفمبر 1956    | 24 أكتوبر 1945     |
|             | البنك الدولي للإنشاء والتعمير             | 14 أبريل 1958     | 8 سبتمبر 1953      |

## وصلات خارجية
- موقع وزارة الخارجية التونسية
- موقع وزارة الخارجية الهايتية